# Yukshin Gardan Sar
El Yukshin Gardan Sar és una muntanya de l'Hispar Muztagh, una serralada secundària del gran massís del Karakoram, al Pakistan. Amb els seus 7.469 metres és la 55a muntanya més alta de la Terra. Es troba uns 15 km al nord-oest del Khunyang Chhish i 5 km al nord-oest del Kanjut Sar. Està flanquejada al nord-oest per la glacera de Yazghil i al nord-est per la de Gardan Yukshin; i ambdues desemboquen al riu Shimshal.
La primera ascensió del Yukshin Gardan Sar va tenir lloc el juny de 1984 per una cordada austríaco-paquistanesa liderada per Rudolf Wurzer i en què Willi Bauer, Walter Bergmayr, Willi Brandecker i Reinhard Streif van fer el cim. Van pujar per l'aresta sud, a través de la glacera de Yazghil, pel costat oest del pic. Pocs dies després hi hagué la segona ascensió al cim per una cordada pakistanesa-japonesa, que van fer cim en estil alpí.